# Фёдор Константинович Красный
Фёдор Константинович Красный (он же Большой, Красивый; ок. 1300 — 5 марта 1387, Москва) — князь Фоминский и Березуйский, старший сын князя Константина Юрьевича Фоминского.

## Биография
Известно о Фёдоре мало. Вместе с братьями он в XIV веке управлял Фоминским и Березуйским уделами. Резиденцией Фоминских и Березуйских князей был ныне затопленный водами водохранилища Фоминский городок. Здесь правили три князя: Федор Большой (Красный, Красивый), Фёдор Средний(Слепой) и Фёдор Меньшой Костантиновичи. Фёдор Красный упоминается в летописях в качестве воеводы и участника похода Ивана Калиты на Смоленск в 1340 году.
Фёдор был женат в конце 1345 года на  Евпраксии, дочери дорогобужско-вяземского князя Фёдора Святославича, которая первым браком была замужем за великим князем московским Симеоном Гордым. В родословной у него показано четыре сына: Михаил Крюк, Иван Собака, Борис Вепрь, Иван Уда. Он является родоначальником нетитулованных боярских и дворянских родов Травиных, Скрябиных, Осокиных, Пырьевых и других. 
Князь Фёдор Константинович Красный прожил долгую и благоверную жизнь, скончался в глубокой старости весной 1387 года в Москве, где располагался Двор князей Фоминских (напротив Боровицких ворот Кремля, в Лебяжьем переулке); погребён в каменной церкви Святого Георгия в монастыре Святого Спаса (Спасо-Нередицкий монастырь, Великий Новгород); там же похоронен его дядя — князь Фёдор Юрьевич Фоминский). Перед смертью он принял монашеское имя «Симеон», вероятно, в память о своём патроне — великом князе Симеоне Гордом. Была похоронен в монастыре Святого Спаса, возле Боровицких ворот Кремля.

## В культуре
- Персонаж романа Николая Полевого «Клятва при гробе Господнем. Русская быль XV века» (1832).